# Семіфюзиніт

Семіфюзиніт — перехідний (проміжний) мацерал (від фюзиніту через семіфюзиніт до телініту). Термін був уперше використаний Йонгмансом (Jongmans) і інш. (1935 р.)
Пов'язані терміни: ксилен (Дюпарк, 1933 р.), вітрофюзіт (Йонгманс і інш., 1935 р.) геліфюзиніт-телініт (Тимофеєв і Боголюбова, 1964 р.). Походження слова: semi- (лат.) — полу-, fusus (лат.) — веретено, волокно.

## Загальний опис
При дослідженні під мікроскопом у відбитому світлі великої частинки фюзиніту часто виявляється його високий рельєф, що зменшується в одному напрямі, і, нарешті, повністю зникає. В той же час колір частинки змінюється від білого до сірого. Ці явища свідчать про перехід від фюзиніту через семифюзиніт до телініту. Як правило, частинки, що розглядаються, зобов'язані своїм походженням лише частково обвугленим тканинам рослин. Ці проміжні стадії між фюзинітом і телінітом і називаються семифюзинітом. В семифюзиніті відбивна здатність завжди нижче, ніж у фюзиніті, а колір білий або світло-сірий. Абразивна твердість в нього нижча, ніж у фюзиніту, але вища, ніж у вітриніту. Комірчаста структура в семифюзиніту в основному гірше збереглася, ніж у фюзиніту.
На підставі морфології семифюзиніту можна зробити висновок, що він є перехідною стадією між фюзинітом і телінітом. Основна кількість семифюзиніту, приурочена до бітумінозного вугілля карбону, генетично належить до різновиду деградосемифюзиніту, який звичайно характеризується високим ступенем руйнування первинної комірчастої структури.

## Походження
Семіфюзиніт утворюється від паренхіматозних і ксилемних тканин стебел, трав'яних рослин і листя, яке складається з целюлози і лігніну. Він формується на стадії торфоутворення за рахунок процесів слабкої гуміфікації, дегідратації і окиснення-відновлення. Збереження чарункових структур визначається не тільки типом тканини, але і мірою гуміфікації перед реакціями окиснення-відновлення. Лісові пожежі могли привести до утворення матеріалу з відбивною здатністю, що дозволяє віднести його до категорії семіфюзиніту (Скотт, 1989 р.). Порожнини клітин С. видні слабко або частково і відрізняються за розміром і формою навіть в одній і тій же частинці, але звичайно менше, ніж порожнини відповідних тканин у фюзиніті. Якщо колишні порожнини клітин закриті, між стінками клітин часто відсутні чіткі границі. Семіфюзиніт деревного походження характеризується більш збереженими стінками рослинної клітини у порівнянні з семіфюзинітом з листя (Діссель, 1992 р.). Якщо порожнини клітин збереглися, вони можуть бути пусті або заповнені іншими мацералами (напр., ексудатиніт) або мінералами (напр., глинисті мінерали).

## Фізичні і хімічні властивості

### Фізичні властивості
Фізичні і хімічні властивості семифюзиніту змінюються в широких межах і залежно від ступеня вуглефікації коливаються від характерних, з одного боку, для вітриніту, а з іншою — для фюзиніту.
Абразивна твердість вища, ніж у вітриніту.
Густина семифюзинітів в бітумінозному вугіллі змінюється приблизно від 1,35 до 1,45 г/см3. Семіфюзиніт багатший на вуглець і бідніший на водень, ніж вітриніт, але містить менше вуглецю і більше водню, ніж фюзиніт.
Колір і відбивна здатність. У відбитому світлі семіфюзиніт світло-сірий до білого, а в прохідному — коричневий до чорного. Багато семіфюзинітів є анізотропними. Відбивна здатність середня між гумотелінітом / вітринітом і фюзинітом одного і того ж вугілля. При візуальному визначенні відмінності будь-який компонент, який має морфологію семіфюзиніту і має світліший рівень сірого, ніж попутний вітриніт, реєструється як семіфюзиніт. Відбивна здатність семіфюзиніту підвищується з мірою дегідратації і окиснення його попередників до і протягом стадії торфоутворення, а також зі ступенем вуглефікації (Сміт і Кук, 1980 р.). Фюзиніт часто характеризується нерівномірною анізотропією.
Флуоресценція. Семіфюзиніт добре видно особливо при опромінюванні з великою довжиною хвилі (Діссель, 1985 р.). Флуоресценція завжди менше, ніж у вітринітових мацералів того ж вугілля. Чим вища відбивна здатність, тим нижча інтенсивність флуоресценції. Семіфюзиніт з дуже високою відбивною здатністю не флуоресціює.
Твердість шліфування — від невеликої до високої. Чим вища відбивна здатність, тим більше ослаблення речовини. Абразивна твердість вища, ніж у вітриніту.

### Хімічні властивості
Елементний склад семіфюзиніту займає проміжне положення між гумотелінітом / вітринітом і фюзинітом, однак сильно варіює. Семіфюзиніт багатший на вуглець і бідніший на водень, ніж вітриніт, але містить менше вуглецю і більше водню, ніж фюзиніт. Чим вища відбивна здатність, тим нижчий вміст водню і вищий вміст вуглецю. Семіфюзиніт з низькою відбивною здатністю і виразною флуоресценцією може містити адсорбовану бітумінозну речовину.

### Проміжний характер властивостей семіфюзиніту.
При дослідженні фюзиніту під мікроскопом у відбитому світлі виявляється його високий рельєф, що зменшується в одному напрямі, і, нарешті, повністю зникає. В той же час колір частинки змінюється від білого до сірого. Ці явища свідчать про перехід від фюзиніту через семіфюзиніт до телініту. Як правило, частинки, що розглядаються, зобов'язані своїм походженням лише частково обвугленим тканинам рослин. Ці проміжні стадії між фюзинітом і телінітом і називаються семіфюзинітом. В семіфюзиніті відбивна здатність завжди нижче, ніж у фюзиніті, а колір білий або світло-сірий. Абразивна твердість в нього нижча, ніж у фюзиніту, але вища, ніж у вітриніту. Комірчаста структура в семіфюзиніту в основному гірше збереглася, ніж у фюзиніту.
На підставі морфології семіфюзиніту можна зробити висновок, що він є перехідною стадією між фюзинітом і телінітом. Основна кількість семіфюзиніту, приурочена до бітумінозного вугілля карбону, генетично належить до різновиду деградосеміфюзиніту, який звичайно характеризується високим ступенем руйнування первинної комірчастої структури.
Отже, фізичні і хімічні властивості семіфюзиніту змінюються в широких межах і залежно від ступеня вуглефікації коливаються від характерних, з одного боку, для вітриніту, а з іншою — для фюзиніту. Це справедливо також і щодо відбивної здатності.

## Залягання
Семіфюзиніт — типовий компонент вугілля. Він часто супроводить вітриніт і фюзиніт і зустрічається в мікролітотипах тримацерит, дюрит і фюзит. Деяке вугілля Гондвани багате семіфюзинітом, що частково утворювався з листя. У пластах кам'яновугільної доби в північній півкулі тип семіфюзиніту з листя рідкісний. Тут семіфюзиніт в основному деревного походження. Більшість видів вугілля третинного періоду характеризуються дуже низьким вмістом семіфюзиніту (Шієре і інш., 1995 р.). У пісковиках різного віку семіфюзиніт є типовим органічним компонентом. У залежності від ступеня хімічних перетворень він належить до керогену типу III—IV.

## Технологічні властивості
При коксуванні семіфюзиніт втрачає леткі і може деякою мірою стискуватися. Невеликі дроблені фрагменти зберігають свою форму і діють як аґреґат, ущільнюючи і посилюючи стінки речовини коксу. Великі уламки можуть при стисненні розтріскуватися і приводити до утворення тріщин у коксі. Семіфюзиніт з низькою відбивною здатністю, але флуоресціюючий, плавиться і повністю зв'язується в коксі (Діссель і МакХью, 1986 р.; Діссель і Вольф-Фішер, 1986 р.). У всіх процесах конверсії (перетворення) семіфюзиніт виявляє часткову хімічну активність: чим нижче відбивна здатність і вище інтенсивність флуоресценції, тим вище його хімічна активність.